# Skoletorvet
Skoletorvet er et torv i Silkeborg, der ligger hvor Hostrupsgade, Skolegade og Estrupsgade mødes. Torvet har fået sit navn, fordi det gennem tiden har været omkranset af flere af Silkeborgs betydningsfulde skoler og skolebygninger – faktisk har hele kvarteret være knudepunktet for byens ry for at være en "skoleby". Dog er det kun Th.Langs Skoler, der har postadresse på Skoletorvet. 

## Historie
Oprindeligt var der ikke noget torv her, men kun et gadeforløb. Det var Estrupsgade, som fra 1871 kom til at gå fra Silkeborg Station og skråt ned til Nygade og til den senere Hostrupsgade. Et markant brud på byens rektangulære gadenet. Efterhånden som en række skolebygninger skød op, var der god basis for at kalde pladsen mellem bygningerne for "Skoletorvet", hvilket skete på et kommunalbestyrelsesmøde 13. august 1896. Ved samme lejlighed fik "Nygades forlængelse" navnet Skolegade.
Mod syd var Th. Langs Skole at finde allerede fra 1886 og mod vest opførtes i 1889 Silkeborg Tekniske Skole (fra 1976-1993 Medborgerhuset, i dag Kastanjehuset, lokalpsykiatri). Fra 1890 havde Silkeborg Seminarium, Kirkeskovs Realskole og Ungdomsskolen Kornmod til huse i bygninger på nordsiden af pladsen og på hjørnet af Hostrupsgade og i 1899 kom Højskolehjemmet (nu Galerie Moderne) til på den østlige side.
Den mest markante (og første) bygning på Skoletorvet er Th. Langs lidt monumentale hovedbygning mod syd, der da den blev bygget i 1886 var fritliggende og rummede alle skolens funktioner. Den er tegnet af Anton Rosen og markerer starten på et samarbejde, der varede helt frem til 1924. Rosen stod således for alle skolens byggearbejder, hvilket stadig kan ses i kvarteret.
På Skoletorvet stod en af byens mange offentlige vandposte, som forsvandt da vandværket blev taget i brug i 1905.
Skoletorvet er omlagt adskillige gange, for eksempel har der været gade tværs over pladsen med grønne beplantede arealer på hver side. Ved omlægningen af Skoletorvet i 1931 blev diagonalvejen over torvet sløjfet og erstatte af et lille anlæg med græsplæne og blomsterrabatter. På midten blev pladsen forsynet med Ørnebrønden, udført af Hugo Liisberg. Der var en del utilfredshed med at, der dermed forsvandt en del parkeringspladser. 